# بيان (رياضيات متقطعة)

مثال عن بيان له 6 فواصل و 7 حواف.

يمثل البيان (بالإنجليزية: Graph)‏ في الرياضيات تمثيلاً تجريدياً لمجموعة من الأجسام يكون فيها بعض الأزواج مرتبطاً بارتباطات. الأجسام المتصلة بينياً ممثلة باختصارات رياضية تدعى الفواصل أو العُقَد، والاتصالات التي تصل بعض أزواج الفواصل تدعى الحوافّ. يتم تصوّر الرسم البياني عادة بشكل تخطيطي على شكل مجموعة من النقط للفواصل موصولة بواسطة خطوط أو منحنيات لتشكيل الحواف.
على سبيل المثال، يمكن تأسيس بيان عبر اختيار الفواصل بأن تكون أول 1000 رقم صحيح موجب، وبتعريف أن الحافة موجودة بين فاصلتين إذا وفقط إذا كان هذان العددان الصحيحان لهما رقم عشري واحد على الأقل مشترك فيما بينهما.

## التسمية
تختلف المعجمات العربية في ترجمة مصطلح (بالإنجليزية: Graph)‏:
- يستعمل معجم مصطلحات الرياضيات الصادر عن مجمع اللغة العربية بدمشق مصطلح (بيان) مقابلاً عربياً ويبني منه مصطلح نظرية البيان،[1]، ويتفق معه المعجم الموحد لمصطلحات الرياضيات والفلك الصادر عن مكتب تنسيق التعريب فيذكر بيان ورسم بياني مقابلاً للمصطلح الأجنبي.[2]
- أما مجمع اللغة العربية بالقاهرة فيعتمد مصطلح الشكل البياني والرسم البياني، ويجعل المصطلح المقابل للنظرية نظرية الرسوم أو نظرية المخططات.[3]
- يقترح معجم مصطلحات المعلوماتية الصادر عن الجمعية العلمية السورية للمعلوماتية مصطلح (مِبيَان) أيضاً.[4]

## أنواع البيانات

### التمييز بين المصطلحات الأساسية لبيان
- بيان غير موجّه
- بيان موجّه
- بيان مختلط
- بيان متعدد
- بيان بسيط
- بيان ذو وزن
- بيان رخو الحافة أو ذو نصف حافّة

### صفوف الرسوم البيانية الهامة
- الرسم البياني المنتظم
- الرسم البياني الكامل وهو بيان غير موجّه بسيط بحيث أنه كل زوج من الرؤوس متصل بضلع.
- الرسوم البياني المنتهية وغير المنتهية
- صفوف الرسوم البيانية ذات الاتصالات